# Angelus (program telewizyjny)
Angelus – polski magazyn religijno-publicystyczny nadawany w Polsat News i Polsat Rodzina w niedziele o godz. 11:50. Program składał się z dwóch części: transmisji modlitwy Anioł Pański z Watykanu oraz rozmowy prowadzącego z gościem (najczęściej jest nim o. Stanisław Tasiemski z KAI). Tłumaczenie modlitwy Anioł Pański realizował ks. Zbigniew Okulus.